# Neoplan N1122/3
Neoplan N1122/3 (Neoplan Skyliner-2001) — одна з найновіших розробок двоповерхового туристичного автобуса Neoplan Skyliner, що випускається з 2001 року компанією Neoplan Bus Gmbh. Це тривісний двоповерховий лайнер для перевезення великої кількості пасажирів, що має дуже високий комфорт перевезення, як і споріднена модель Cityliner — Neoplan N1216. Ця модель лайнера випускається у 2 модифікаціях: N1122/3C (тривісний лайнер довжиною 12,4 метри) і N1122/3L (тривісний лайнер довжиною 13,7 метра).

## Описання моделі
Автобус Neoplan N1223 розрахований на інтернаціональні перевезення великої кількості людей, тому за габаритами автобус майже не поступається легендарному Neoplan Jumbocruiser'y: у довжину моделі автобуса 1223 варіюються від 12,44 до 13,79 метра (автобус мав рівно 12 метрів у собі у версії «C» випуску 1990-х років); у висоту автобус досягає 4 метрів, оскільки він двоповерховий, у ширину лайнер досягає 2,50 метра (без урахування стекол зовнішнього виду). Кузов автобуса вагонного компонування, тримальний, кути і схили лайнера заокруглені. Дизайн кузова і оформлення техніки є дуже футуристичним, тому виглядає автобус вкрай сучасним. Дизайн передка істотно змінився порівняно з ранішими модифікаціями. Вітрові стекла розділені широкими «бровами», ухил верхнього вікна став відчутно плавнішим, а нижнє лобове скло стало і повністю рівним. Чіткоокреслений бампер автобуса приварений до кузова, він опускається донизу. Первинно автобус покритий суцільнотягненими сталевими листами, а вторинно металопластиком, що значно підвищує стійкість обшивки і сам ресурс кузова. Верхня частина передка містить комплект освітніх фар. З кожного боку розміщується по 5 фар округлої форми і з лінзовими стекол, завдяки чому підвищується далекоглядність фар. У автобуса з кожного боку по 2 протитуманні фари, які можуть використовуватися і як звичайні освітні. Емблема автобусної фірми Neoplan розташовується з лівого боку, над фарами. Панель, на якій розташовується світлотехніка передка приховує 2 склоочисники нижнього лобового скла, що розташовані один-над-одним. Бокові дзеркала зовнішнього виду великого розміру у формі «вуха зайця» з додатковими стеклами огляду дорожнього покриття, можуть регулюватися по висоті. Вище нижнього лобового скла розташовуються «брови» автобуса, роздільна панель між нижніми і верхніми лобовими стеклами. Верхнє лобове скло вигнуте, очищається одинарним склоочисником великого розміру. Ще вище розташовуються два габаритні вогні. Бокові габаритні вогні мають яскраво-жовте або оранжеве стекло, від чому автобус добре видимий у темну пору доби. У автобуса є 2 або 3 багажні відсіки, 2 з яких розташовуються у «базі» автобуса і з'єднані між собою, багажні відсіки відкриваються з місця водія або вручну. Об'ємом вони близько 8м³, що уміщують велику кількість валіз та поклаж, оснащені додатковими заходами безпеки, як розмежувальні металеві палиці і ремені, на яких закріпляються валізи. Попри те, що у автобуса немає відсувних відсіків (які часто бувають у кузовах лайнерів), у нього є своя «фішка»: додатковий відсувний відсік, що прикріплений до задньої панелі, що може використовувати як додаткова камера зберігання валіз, так і місце для збереження обладнання для миття автобуса, води для охолодження двигуна. Кухня та предмети кухні у відсіках просто непотрібні, оскільки усі ці зручності розташовуються біля сходинок до 2 поверху лайнера. Іншою особливістю конструкції є три одностулкові двері, що узагалі нехарактерні для лайнерів (зазвичай туристичні автобуси мають по 2). Задні двері ведуть напряму до сходинок на другий поверх. Заскленими є передні і середні двері. Двері усі автоматичні і відкриваються за допомогою кнопок на приладовій панелі. Задня світлотехніка представлена двома комплектами задніх фар (на кузові і придатному відсіку) і двох габаритних вогнів, що розташовані вище заднього скла. Заднє скло може використовуватися і для поміток-наклейок обмежень швидкості руху, «зірок» комфорту. Задній бампер теж чіткоокреслений. Вихлопна труба цього автобуса потрійна, при цьому автобус відповідає екологічним нормам Euro-4. Лайнер є тривісним у усіх модифікаціях. Колеса автобуса великого розміру (315/80 R), дискові (можуть бути передні і задні) і радіанні (можливі одні з задніх). Дизельний двигун автобуса MAN D2767 LOH 02 розташовується за задньою панеллю. Три осі (задні мають по 4 колеса на вісь) добре розподіляють навантаження на задню частину автобуса, яке є дуже значним. Дизайн салону автобуса відзначається незвичністю і високим рівнем комфорту. На нижньому ярусі автобуса міститься близько 20 сидінь. Вони можуть мати будь-яку форму постанови і навіть бути розвернутими одне до одного. У цієї моделі є дуже широкий вибір варіацій та додаткових опцій, тому місця можуть бути обладнані будь-якими елементами комфорту і навіть розміщенням крісел за «півквадратною» структурою. Нижній поверх обладнаний стандартними LCD-телевізорами і підсвіткою і іншим, що і у другого поверху. На другий поверх ведуть «гвинтові» сходи, що оббиті ворсовим килимом і гумою на кутах, що створюють додаткову безпечність пересування. Також на стінках встановлені поручні, за які пасажири можуть триматися, заходячи або виходячи з/до другого поверху. У салоні другого поверху автобуса розташовується до 45—55 крісел. Пасажирські крісла «шикарні», з м'яких синтетичних матеріалів, що забезпечують максимальний ступінь комфорту перевезення. Підлога автобуса оббита лінолеумним килимом. Крісла парні, усього на 2 поверсі до 13 рядів. Спинки крісел обладнані: пластиковими тримачами, відкидними міні-столиками типу «vogel-sitze» з діркою для пляшки, а також сіткою що знаходиться нижче від міністолика; є невеличкий відсік що може використовуватися для дрібного сміття або як попільничка. Спинки крісел також з м'якого синтетичного матеріалу. Підлокітники і ремені безпеки прикладаються до кожного з пасажирських крісел. Підлокітники чорні пластикові у формі дуги, що можуть складатися і розкладатися; педаль для ніг може забиратися під крісло і висуватися назад. Сидіння парні у усіх рядах, з самого заду розташовується зручний диван на 5 крісел. Вище від крісел у рядах розташовується панель, на яку пасажири можуть складати сумки і поклажі. У салоні лайнера є вентиляція індивідуально для кожного пасажира, що розташовується над рядом. Є кнопки включення і виключення штучного обдуву. Окрім цього є панельне кондиціонування і обдувні люки (3 на даху). В салоні 2-поверху встановлені три LCD-телевізори для кожної з частин салону, що керуються з місця водія. Дисплеї здатні відтворювати відеозапис, диск з яким вставлений у програвач. Величезною перевагою планування конструкції є відсутність шаф, холодильників та інших зручностей на 2 поверсі, завдяки чому ширина між рядами є дуже великою. Проблема вузькості найперших рядів нівельована шляхом відсунення першого ряду другого поверху майже на метр від лобового скла другого поверху. Підсвітка автобуса у салоні першого і другого поверхів представлена продовжними плафоновими лампами. Колір освітлення ламп білий і «приємний для ока» синій (сині — ксенонові лампи). Лампи різних кольорів включаються окремо кнопками з кабіни водія. Зручності автобуса, наприклад кухня, розташовані біля гвинтових сходів на другий поверх; там же розташовується і холодильник (така схема притаманна Skyliner'ам ще з модельного ряду Skyliner початку 1990-х). Усередині «стола» може розташовуватися контейнер з різним кухонним приладдям, наприклад з одноразовим сервізом як пластикові ложки, виделки і склянки; є чайник і термос. Місце водія виконано теж з високим комфортом. Панорамне суцільне і повністю пряме лобове скло дають найкращий вид на дорогу, панель приладів побудована напівкругом у стилі «торпедо». Педалі керування (акселератор, гальмо і зчеплення) квадратної форми і великого розміру, зчеплення оснащена гідропневматичним підсилювачем ZF Booster. Кермо автобуса з гідропідсилювачем ZF 8098 Servocom, що робить керування автобуса легким і водночас не дозволяє керму збиватися і вихлятися на дорожніх дефектах, наприклад вибоїнах або «лежачих поліцейських». Приладова панель суцільна, прямо посередині містяться показникові прилади: спідометр на 128 км/год, тахометр на 3100 обертів валу, бензинометр, масломір та показник розігріву двигуна. Усі прилади оснащені червоними стрілками і індивідуальною підсвіткою циферблатів. Між спідометром і тахометром міститься багатокольорове табло контролю за автобусом (що показує попередження про низький рівень пального, про перегрів або показує передачу на якій їде лайнер). На кермовій колонці містяться три мультиджойстики з різними функціями, як покази поворотів, звуковий сигнал, підморгування фарами, включення склоочисників (на 3 режими). На лівій панелі розташовуються такі кнопки як включення кондиціонера (вентилятор над місцем водія), включення опалення, світло у салоні (ксенонове або звичайне). На правій панелі знаходяться клавіші керування освітніми фарами, включення приводу дверей. Оскільки окремої двері входу/виходу немає, кілька клавіш розташовується і з лівого боку від водія, наприклад керування режимами обігріву і прикурювач. Кнопка включення аварійної сигналізації знаходиться на правій панелі, округлої форми і виділена червоним кольором. Коробка перемикання передач автобуса 6- або 12-ступінчаста. Також є радіо і керування VCD-телевізорами з міні-телевізором на приладовій панелі. Отвір для ключа стартера розташовується під кермовим колесом, на кермовій колонці.

## Характеристика автобуса
Автобус Neoplan N1223 має чимало переваг та додаткових можливостей, включених у конструкцію. Кузов автобуса двоповерхового типу, тому лайнер може перевозити одразу до 80 пасажирів. У лайнера незвичний дизайн кузова з заокругленими кутами, фари з лінзовими стеклами істотно збільшують їхню далекоглядність. У автобуса є висока антикорозійна стійкість, і як наслідок довгий гарантійний термін роботи. Попри те, що у кузові немає різних відкидних відсіків, вони не потрібні, оскільки усі опції комфорту розташовуються у салоні. У автобуса наявні задні двері (що виходять прямо до гвинтових сходів) і можливі як додаткові і 4 двері з лівого боку кузова. Навантаження на осі розділено натроє, найбільше навантаження йде на 2 вісь; колеса зазвичай дискові або блискучі радіанні. У автобуса є приварений додатковий відсік на задку, який може використовуватися і як 3й багажний. Двері мають систему протизащемлення, а усі сходи оббиті ворсовим килимом, «гвинтові» на другий поверх теж оббиті ворсом, а металічні частини сходинок заліплені гумою, також є поручні. У автобуса є дуже високий рівень комфорту перевезення на обох поверхах: на нижньому поверсі розміщено до 20 сидінь, на верхньому до 45—60. Комфорт позначається комфортабельними сидіннями, різноманітним обладнанням спинок крісел, великою шириною між рядами і відсутністю вузькості у найперших рядах, у частості місць 1—4. У салоні 2 поверху розміщено 3 LCD-телевізори (на 1 поверсі 2). У автобуса є широкий вибір зручностей, наприклад кухня з відкидним столом, за яким розміщується контейнер з приладами, холодильник. Туалет розташований справа від середніх дверей. У автобуса наявні також системи ABS (антибуксувальна), ASR (антиблокувальна), ECAS (пневматичні гальма), двигунові гальма, MSC (обмежувач швидкості руху), АСС (контроль під час повороту). Двигун автобуса шестициліндровий потужністю 353 кіловат MAN D2676 LOH 02 на новітній системі компресії викидів CO2 Euro-4. Місце водія теж виконано з високим комфортом. Керування Servocom забезпечує легке керування, є новітня система контролю за автобусом (замінивши лампочкові показники), клавіші мають власну підсвітку і легко читаються. Коробка передач MAN "Tipmatic®, 6 або 12-ступінчаста, педалі гідропневматичні, педаль зчеплення з пневмопідсилювачем ZF Booster. Додаткових баків лайнер у цілому і не потребує, оскільки місткість його паливного бака 630 літрів.

## Модельний рядSkyliner
Автобуси Neoplan Skyliner випускаються з 1967 року вже понад 40 років (42 на 2009 рік), за цей час було випущено такі моделі Skyliner:
- Neoplan Skyliner-1967 (Neoplan N122) — найперша модель Skyliner у випуску 1967—1987, один з найперших двоповерхових туристичних лайнерів.
- Neoplan Skyliner-1987 — тривісний двоповерховий лайнер Neoplan. Роки випуску 1987—1993.
- Neoplan Skyliner-1993 — тривісний двоповерховий лайнер Neoplan, роки випуску 1993—2000.
- Neoplan Skyliner-2001 — тривісний двоповерховий лайнер Neoplan, що випускається з 2001 року понині.
- Neoplan Skyliner-2012 — тривісний двоповерховий лайнер Neoplan, що планується випускатися з 2012 року.

## Технічні дані
| Клас                                                      | туристичний лайнер Neoplan N1122/3                                  |
| Випускається з                                            | 2001                                                                |
| Довжина, мм                                               | 12440 (С) 13790 (L)                                                 |
| Висота, мм                                                | 4000                                                                |
| Ширина по молдингу, мм                                    | 2500                                                                |
| Колісна база, мм                                          | 5550 6900 +1300 (3 вісь)                                            |
| Кузов                                                     | тримальний одноланковий двоповерхового типу, вагонного компонування |
| Передній звис, мм                                         | 2490 2615                                                           |
| Задній звис, мм                                           | 2660 2975                                                           |
| Кількість дверей                                          | 4                                                                   |
| Вітрове скло                                              | розділене по висоті, панорамне                                      |
| Шини                                                      | 315/80 R22,5, безкамерні                                            |
| Кількість осей/формула коліс                              | 3/6×2                                                               |
| Кількість багажних відсіків                               | 2+1 (відсік на задку)                                               |
| Загальний об'єм багажних відсіків, м³                     | 7,9 (без додаткового)                                               |
| Місце розташування двигуна                                | за задньою панеллю                                                  |
| Споряджена маса, кг                                       | 16660                                                               |
| Повна маса, кг                                            | 24000 (C) 26000 (L)                                                 |
| Поворотний діаметр, мм                                    | 20400                                                               |
| Кліренс, мм                                               | 350                                                                 |
| Навантаження на передню вісь, кг                          | 8000                                                                |
| Навантаження на 2 вісь, кг                                | 11500                                                               |
| Навантаження на 3 вісь, кг                                | 6500                                                                |
| Гальма                                                    | ABS, ASR, ECAS                                                      |
| Сходи у салон 2 поверху                                   | гвинтові з ворсовою оббивкою та поручнями                           |
| Місткість автобуса, максимальна                           | 60 (5-зірковий комфорт) 79 (3-зірковий)                             |
| Коробка передач, тип                                      | MAN Tipmatic® (на 6 чи 12 ступенів)                                 |
| Змащувальне мастило для КПП                               | SAE 30 — 21 (зимове) SAE 40/21                                      |
| Змащувальне мастило для кермової колонки                  | 2,39/ATF — Dexron II-D                                              |
| Кермова система                                           | ZF 8098 Servocom                                                    |
| Педалі                                                    | гідропневматичні, зчеплення з ZF Booster                            |
| Двигун                                                    | MAN D2676 LOH 02                                                    |
| Максимальний обертальним момент, нм                       | 2300 (1100—1400 обертів/хв)                                         |
| Моторне мастило                                           | 27/SAE 40 — API — CD                                                |
| Потужність двигуна, кіловат                               | 353                                                                 |
| Витрати пального при швидкості 60 км/год на 100 км, літри | 48                                                                  |
| Місткість паливного бака, літри                           | 630                                                                 |
| Охолоджувальна рідина                                     | вода                                                                |
| Максимальна швидкість, км/год                             | 126                                                                 |